# Taras Mychalyk
Taras Volodymyrovytsj Mychalyk (Oekraïens: Тарас Володимирович Михалик; Ljoebesjiv, 28 oktober 1983) is een Oekraïens voormalig voetballer die doorgaans speelde als centrale verdediger. Tussen 2001 en 2021 was hij actief voor CSKA Kiev, Dynamo Kiev, Hoverla Oezjhorod, Lokomotiv Moskou, Volyn Loetsk en Votrans Loetsk. Mychalyk maakte in 2006 zijn debuut in het Oekraïens voetbalelftal en kwam uiteindelijk tot tweeëndertig interlandoptredens.

## Clubcarrière
Mychalyk arriveerde in 2001 bij CSKA Kiev en speelde uiteindelijk vier jaar bij de club, totdat de topclub Dynamo Kiev hem overnam. Hij tekende voor vijf seizoenen bij Dinamo, dat hem nog wel eerst verhuurde aan Hoverla Oezjhorod, en werd al na één seizoen spelen opgeroepen voor het nationale elftal. Dat was te danken aan zijn goede spel. Tussentijds verlengde hij zijn contract nog, maar het was het Russische Lokomotiv Moskou dat de verdediger in de zomer van 2013 transfervrij overnam. Hij tekende voor drie jaar in Moskou. In de zomer van 2018 verlengde Mychalyk zijn verbintenis bij Lokomotiv tot medio 2019. Nadat hij in het seizoen 2018/19 niet in actie was gekomen, nam Volyn Loetsk hem transfervrij over. Votrans Loetsk werd een jaar later zijn nieuwe club. In de zomer van 2021 besloot Mychalyk op zevenendertigjarige leeftijd een punt te zetten achter zijn actieve loopbaan.

## Interlandcarrière
Mychalyk debuteerde in het Oekraïens voetbalelftal op 15 augustus 2006, toen er in Kiev met 6–0 werd gewonnen van Azerbeidzjan. De verdediger begon op de bank en mocht pas in de tweede helft invallen voor Roeslan Rotan. Een andere debutant tijdens dit duel was Oleksandr Koetsjer. Mychalyk werd tevens opgenomen in de selectie voor het EK 2012, waar hij met Oekraïne in de groepsfase werd uitgeschakeld.